# Jörg Gebhardt
Jörg Gebhardt (* 1941 in Saarbrücken) ist ein deutscher Jazzmusiker (Schlagzeug, Perkussion, auch Gesang, Arrangement).

## Leben und Wirken
Gebhardt studierte zwischen 1956 und 1959 Schlagzeug und Trompete in Hamburg und tourte danach in verschiedenen Formationen durch Europa, zunächst mit seinem Vater, Heinz Gebhardt, dann mit Paul Günther, Fritz Becker und Kurt Henkels. Nach Ableistung des Wehrdiensts 1965/66 im Luftwaffenmusikkorps Karlsruhe wirkte er als Schlagzeuger in der Berliner Jazzgalerie, bevor ihn 1968 Horst Jankowski nach Stuttgart holte. In der Folge spielte er Schlagzeug im Südfunk-Tanzorchester von Erwin Lehn. 1969 war er zudem Gründungsmitglied und Schlagzeuger von Peter Herbolzheimers Rhythm Combination & Brass.
Gebhardt war insgesamt 38 Jahre lang Mitglied im Südfunk-Tanzorchester und dessen Nachfolgern SDR Big Band bzw. SWR Big Band, wo er in unterschiedlichen Programmen mit Musikern wie Ernst Mosch, Chet Baker, Chick Corea, Eddie Lockjaw Davis, Art Farmer, Maynard Ferguson, Astrud Gilberto, Stéphane Grappelli, Lee Konitz, Volker Kriegel, Toots Thielemans, Hugo Strasser und Max Greger arbeitete. Mit Hans-Günther Bunz und Helmut Kirchgässner legte er 1991 das Album Music in the Air vor. Insgesamt hat er etwa 210 CDs und LPs eingespielt.
Seit 2001 leitet Gebhardt die MVS-Bigband Sindelfingen.